# 二氯化二(1,3,5-三氮杂-7-磷杂金刚烷)合铂
二氯化二(1,3,5-三氮杂-7-磷杂金刚烷)合铂是一种配位化合物，化学式为PtCl2P2C12H24N6。它可由四氯合铂(II)酸钾和1,3,5-三氮杂-7-磷杂金刚烷（PTA）在乙醇中反应制得，或通过PtCl2(COD)（COD=1,5-环辛二烯）和PTA反应得到。它在0.1 mol/L的盐酸溶液中可以结晶出无色的cis-[PtCl2(PTAH)2]Cl2晶体。它的配位氯可以被含硫配体取代。